# Connor Ogilvie
Connor Ogilvie, né le 14 février 1996 à Waltham Abbey au Royaume-Uni, est un footballeur anglais qui joue au poste d'arrière gauche pour le Portsmouth FC.
Formé chez les Spurs, Ogilvie peut évoluer au poste de défenseur central et arrière gauche. Il est prêté à Stevenage en août 2015. De 2017 à 2021, il joue pour Gillingham FC dont les deux premières saison en prêt. En fin de la saison 2019-2020, Ogilvie est nommé joueur du club de la saison.
En 2021, il rejoint le Portsmouth FC, club du Hampshire et est titulaire. Il participe activement au titre du club en troisième division en 2024 malgré quelques blessures.

## Biographie

### En club

#### Tottenham
Connor Ogilvie commence sa carrière à l'académie de Tottenham à partir de juillet 2012. Après avoir progressé dans les rangs de l'académie et de l'équipe de développement des jeunes, Ogilvie est convoqué dans l'équipe première à l'occasion d'un match d'UEFA Europa League. Il est remplaçant et n'entre pas en jeu lors d'un match nul 2-2 contre Benfica le 20 mars 2014.
Alors qu'il est prêté à Stevenage, il signe un contrat de deux ans avec le club jusqu'en 2017. Puis, avant la saison 2017-2018, Ogilvie signe un contrat de deux ans avec les Spurs.

#### Prêts au Stevenage FC(2015-2017)
Le 14 août 2015, Ogilvie rejoint le Stevenage FC, club de League Two, pour le compte d'un prêt d'un mois. Il fait ses débuts lors d'une victoire 2-0 contre Hartlepool United le 22 août 2015 et marque son premier but en tant que professionnel lors d'une victoire 2-1 contre Plymouth Argyle le 5 septembre 2015. Le match suivant, le natif de l'Essex délivre une passe décisive contre York City lors d'un match nul 2-2. Son prêt est prolongé jusqu'en janvier après ses performances impressionnantes. Le 14 novembre, il assiste Tom Pett sur coup franc et contribue à l'égalisation tardive de son équipe contre Yeovil Town. Plus tard, son prêt est prolongé chaque mois jusqu'à la fin de la saison,,.
Le 24 janvier 2017, Ogilvie est prêté de nouveau à Stevenage jusqu'à la fin de la saison. La première apparition d'Ogilvie  lors de ce deuxième  prêt est le 28 janvier 2017, à l'occasion d'une victoire 2-0 contre Grimsby Town. Depuis son retour à Stevenage, Ogilvie est titulaire et joue 18 matchs pour l'équipe.

#### Prêt à Gillingham(2018-2019)
Le 7 juillet 2017, Ogilvie paraphe un nouveau contrat de deux ans avec Tottenham et est prêté dans la foulée au Gillingham FC, club de League One jusqu'en janvier 2018. Il joue son premier match avec Gillingham pour le match d'ouverture de la saison, se terminant par un match nul 0-0 contre Doncaster Rovers. Jouant initialement au poste de milieu de terrain gauche, il recule au poste d'arrière gauche. Gillingham renouvelle Ogilvie en prêt pour la première moitié de la saison 2018-2019, prolongeant ensuite ce prêt jusqu'à la fin de la saison.

#### Gillingham FC(2019-2021)
Après deux périodes de prêt au club, il rejoint définitivement Gillingham en mai 2019 en signant un contrat de deux ans après être parti libre de Tottenham,. Il est nommé joueur de la saison de l'équipe pour la saison 2019-2020. À la fin de la saison 2020-2021, Ogilvie rejette la proposition du club pour renouveler son contrat.

#### Portsmouth FC
Le 2 août 2021, Ogilvie signe gratuitement pour Portsmouth, rival de Gillingham en League One, avec un contrat de deux ans à la clé et une option de prolongation d'un an. L'ancien joueur de Tottenham joue son premier match en League One pour Pompey contre Fleetwood Town. Il est titulaire et joue milieu défensif lors de cette victoire 1-0,. Il marque son premier but pour le club le 11 décembre 2021 lors d'une victoire 2-0 contre Morecambe à Fratton Park.
Il remporte l'EFL League One en 2024. Cependant, plusieurs blessures qui l'écartent des terrains pour un total de 20 matchs notamment suite à sa blessure à la cheville fin octobre contre Cambridge United à peine étant revenu d'une blessure à l'aine,. Ogilvie remporte le premier trophée de sa carrière.
Pour sa première saison en Championship, Ogilvie participe à presque toutes les rencontres en les jouant quasi intégralement.

## Statistiques
| Saison                | Club                  | Championnat           | Championnat | Championnat | Championnat | Coupe nationale | Coupe nationale | Coupe nationale | Coupe de la Ligue | Coupe de la Ligue | Coupe de la Ligue | EFL Trophy | EFL Trophy | EFL Trophy | Total | Total | Total |
| Saison                | Club                  | Division              | M.          | B.          | P.d.        | M.              | B.              | P.d.            | M.                | B.                | P.d.              | M.         | B.         | P.d.       | M.    | B.    | P.d.  |
| 2015-2016             | Stevenage FC (prêt)   | League Two            | 21          | 1           | 2           | 2               | 0               | 0               | 0                 | 0                 | 0                 | 1          | 0          | 0          | 24    | 1     | 2     |
| 2016-2017             | Stevenage FC (prêt)   | League Two            | 18          | 0           | 0           | 0               | 0               | 0               | 0                 | 0                 | 0                 | 0          | 0          | 0          | 18    | 0     | 0     |
| Sous-total            | Sous-total            | Sous-total            | 39          | 1           | 2           | 2               | 0               | 0               | 0                 | 0                 | 0                 | 1          | 0          | 0          | 42    | 1     | 2     |
| 2017-2018             | Gillingham FC (prêt)  | League One            | 37          | 1           | 1           | 2               | 0               | 1               | 1                 | 0                 | 0                 | 2          | 0          | 0          | 42    | 1     | 2     |
| 2018-2019             | Gillingham FC (prêt)  | League One            | 31          | 0           | 2           | 4               | 0               | 0               | 0                 | 0                 | 0                 | 2          | 0          | 0          | 37    | 0     | 2     |
| 2019-2020             | Gillingham FC         | League One            | 33          | 4           | 0           | 4               | 0               | 0               | 1                 | 0                 | 0                 | 3          | 0          | 0          | 41    | 4     | 0     |
| 2020-2021             | Gillingham FC         | League One            | 45          | 4           | 4           | 2               | 0               | 0               | 3                 | 1                 | 0                 | 1          | 0          | 0          | 51    | 5     | 4     |
| Sous-total            | Sous-total            | Sous-total            | 146         | 9           | 7           | 12              | 0               | 1               | 5                 | 1                 | 0                 | 8          | 0          | 0          | 171   | 10    | 8     |
| 2021-2022             | Portsmouth FC         | League One            | 34          | 1           | 2           | 2               | 0               | 0               | 1                 | 0                 | 0                 | 4          | 0          | 1          | 41    | 1     | 3     |
| 2022-2023             | Portsmouth FC         | League One            | 43          | 5           | 2           | 3               | 0               | 0               | 1                 | 0                 | 0                 | 4          | 0          | 0          | 51    | 5     | 2     |
| 2022-2023             | Portsmouth FC         | League One            | 24          | 2           | 1           | 0               | 0               | 0               | 1                 | 0                 | 0                 | 0          | 0          | 0          | 25    | 2     | 1     |
| 2024-2025             | Portsmouth FC         | Championship          | 33          | 4           | 0           | 0               | 0               | 0               | 1                 | 0                 | 0                 | -          | -          | -          | 34    | 4     | 0     |
| Sous-total            | Sous-total            | Sous-total            | 134         | 12          | 5           | 5               | 0               | 0               | 4                 | 0                 | 0                 | 8          | 0          | 1          | 151   | 12    | 6     |
| Total sur la carrière | Total sur la carrière | Total sur la carrière | 319         | 22          | 14          | 19              | 0               | 1               | 9                 | 1                 | 0                 | 17         | 0          | 1          | 364   | 23    | 16    |

## Palmarès

### En club
| Portsmouth FC                                                        |
| - Championnat d'Angleterre de troisième division : - Champion : 2024 |

### Individuel
- Joueur de la saison de Gillingham : 2020[32]
- But de la saison de Gillingham : 2020[32]